# Ingeborg Jacobson
Ingeborg Jacobson (* 19. März 1915 in Berlin; † Dezember 1942 in Auschwitz) war eine deutsche Kauffrau jüdischer Herkunft, Mitglied der Bekennenden Kirche (BK), Chefsekretärin im Büro Grüber und Opfer der Shoa.

Dagmar und Ingeborg Jacobson (1936)

## Leben
Jacobson stammte aus der Familie eines jüdischen Arztes, der zur evangelischen Kirche konvertiert war. Sie besuchte die Volksschule und anschließend das Gymnasium. 1930 wurde sie in der Berliner Christuskirche konfirmiert und wurde danach Mitglied eines Mädchenbibelkreises, in dem die christliche Verpflichtung zur unbedingten Nächstenliebe gegen alle Verfolgten und Unterdrückten gelehrt und gelebt wurde. In ihm sammelten sich mehrere Christen jüdischer Herkunft. Sie wurde Mitglied im MBK. Nach der Ablegung des Abiturs arbeitete sie im Büro der Papierfirma Fripa.
In der Pogromnacht vom 9. November 1938 musste sie miterleben, wie SA-Männer in die Wohnung ihrer Eltern eindrangen und die Mutter angriffen. Sie flüchtete an diesem Abend zu ihrer Freundin, Maria Barkhof, und übernachtete bei ihr. Der Vater wurde vorerst noch nicht deportiert, weil er als Träger des Eisernen Kreuzes zu den „privilegierten Juden“ gehörte.
Charlotte Friedenthal, Mitarbeiterin von Superintendent Martin Albertz in der Leitung der Bekennenden Kirche, gewann Jacobson als Sekretärin für das Büro Grüber. Ab Oktober 1938 half sie ihm zunächst im Pfarrhaus von Berlin-Kaulsdorf. Von Dezember 1938 bis zur Schließung des „Büros Pfarrer Grüber“ am 19. Dezember 1940 war sie Chefsekretärin.
Seit 1939 musste Jacobson den Zusatzvornamen „Sara“ führen und seit September 1941 den Judenstern tragen. Grüber hatte ihr versprochen, ihr bei Verschärfung der Lage zur Auswanderung zu verhelfen – ein Versprechen, das er wegen seiner eigenen Verhaftung nicht mehr einlösen konnte. Seitdem setzten sich andere Vertraute für eine Auswanderung über die Schweiz ein, doch die Berner Behörden lehnten ab. Nach der Schließung des Büros Grüber gab Jacobson Namen bisher Betreuter an Helene Jacobs weiter, damit sie von einem Kreis der Bekenntnisgemeinde Berlin-Dahlem weiter betreut werden konnten. In dieser Zeit nahm sie an einem Kursus zur Laien-Ordination teil. Diese Ausbildung sollte sie befähigen, im Gebiet ihrer „Abwanderung“ (wie die offizielle Bezeichnung für Deportation hieß) kirchliche Arbeit ausführen zu können.
Seit 1942 musste Jacobson in einer Fabrik in Berlin-Treptow Zwangsarbeit verrichten. Ohne jede vorherige Benachrichtigung wurden Vater, Mutter und Tochter Ingeborg im November 1942 zur Deportation abgeholt. Doch weil ihr Betrieb sie reklamierte, kam sie am nächsten Tag zurück. Die Eltern wurden am 29. November ins KZ Auschwitz deportiert. Sie selber kam im Dezember in das Sammellager Große Hamburger Straße. Von dort wurde sie am 19. Dezember 1942 nach Auschwitz verschleppt und ermordet.

## Gedenken

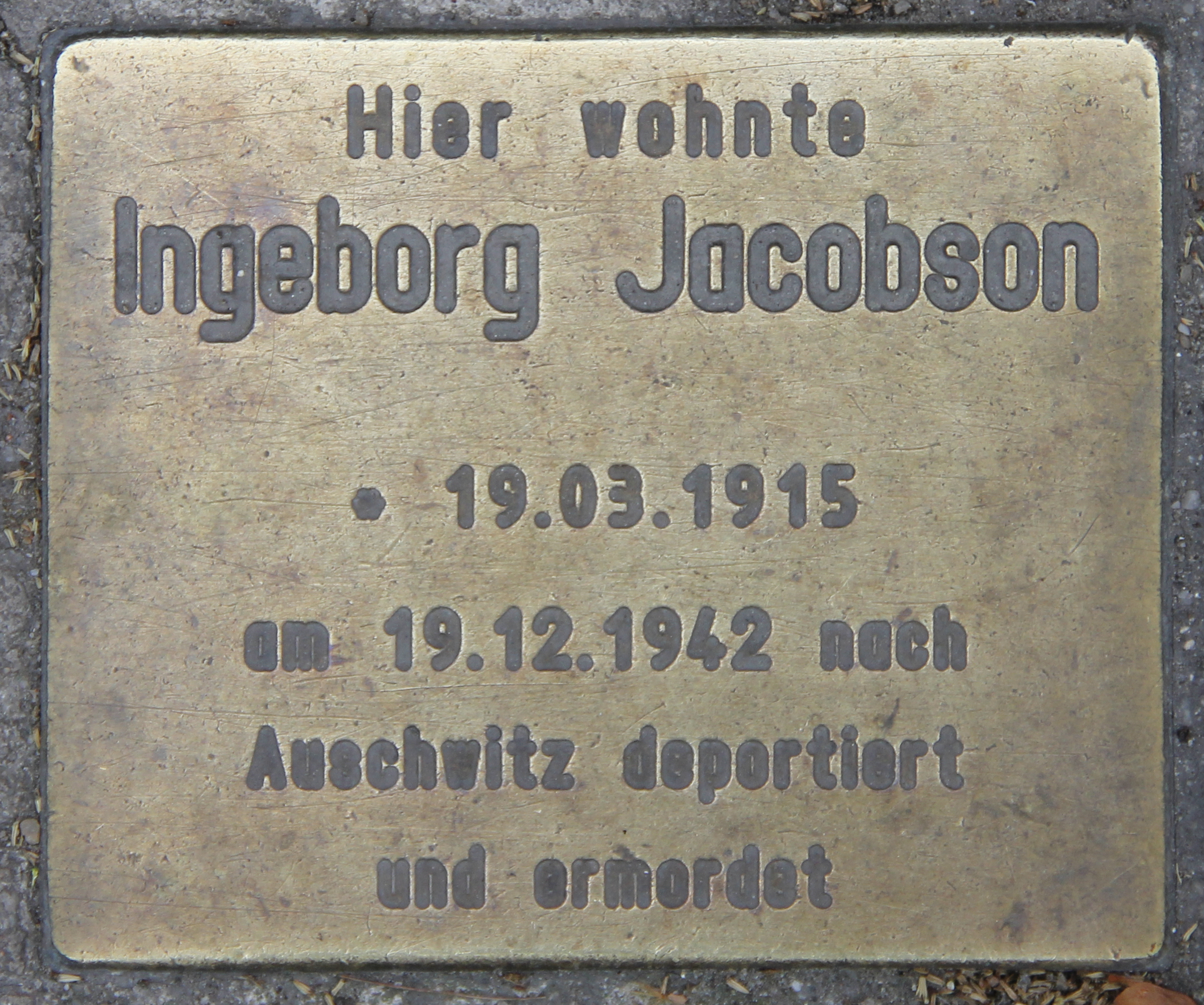
Denkstein für Inge Jacobson

Am 20. März 2009 wurden vor ihrem ehemaligen Wohnhaus in Berlin, Kurfürstenstraße 99, heute: Budapester Str. 39/41, für Inge Jacobson und ihre Eltern „Denksteine“ verlegt.